# スタンド・アップ・トゥー・キャンサー

SU2Cロゴ

スタンド・アップ・トゥー・キャンサー（Stand Up to Cancer、略称：SU2C) は、Entertainment Industry Foundation（EIF）の慈善プログラム。 
SU2C は、オンラインやテレビ放映を通じて、がんの研究のために資金を調達することを目的としている。 2008年9月5日にアメリカ合衆国の4大放送ネットワーク (ABC、NBC、CBS、Fox) によって170か国以上で1時間放映されたテレソン。SU2Cは1億ドル以上を集め、 米国がん研究協会によって分配された。

## イニシアティブ

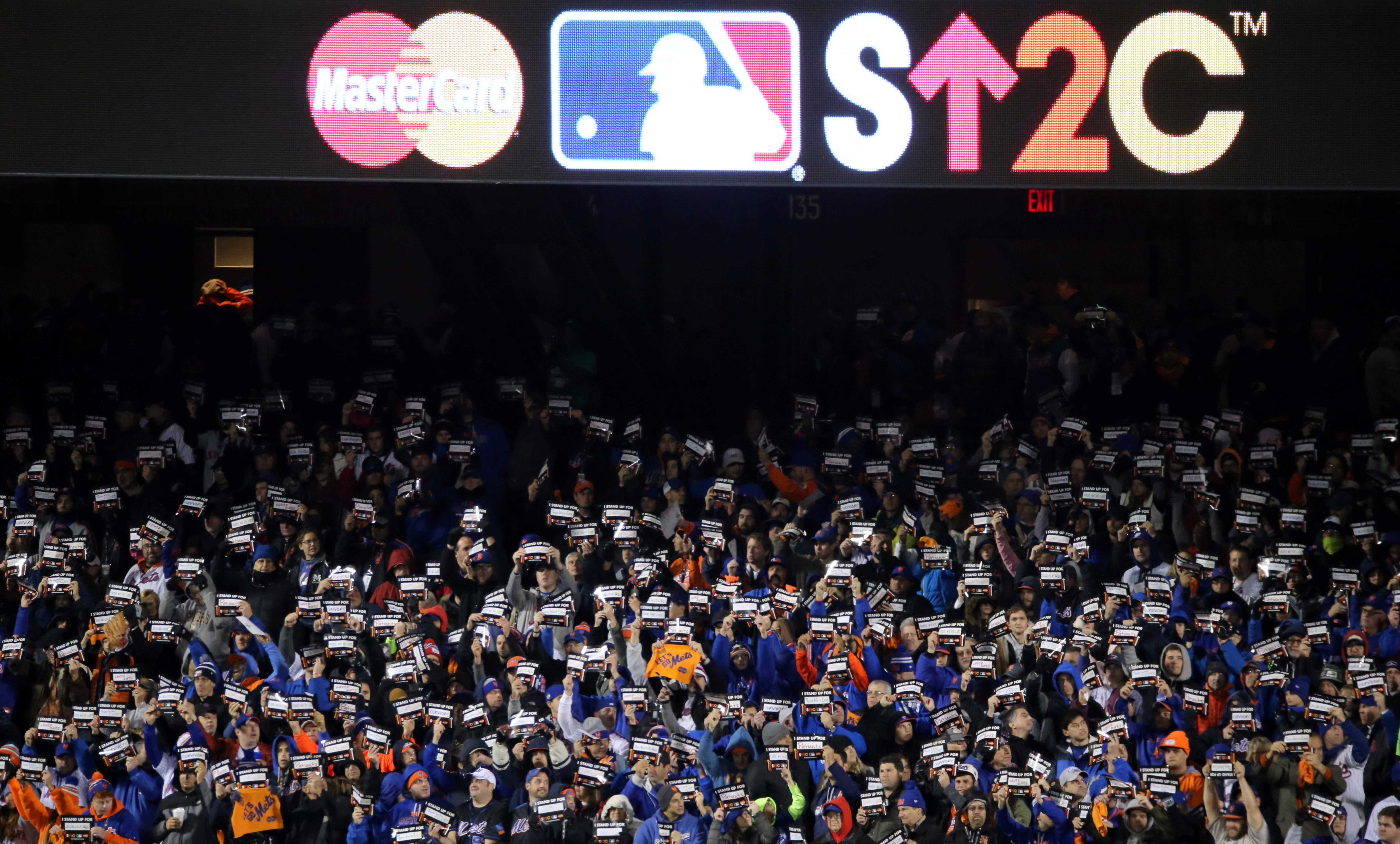
2015年ワールドシリーズ第3戦でサインを掲げて敬意を表するファンたち
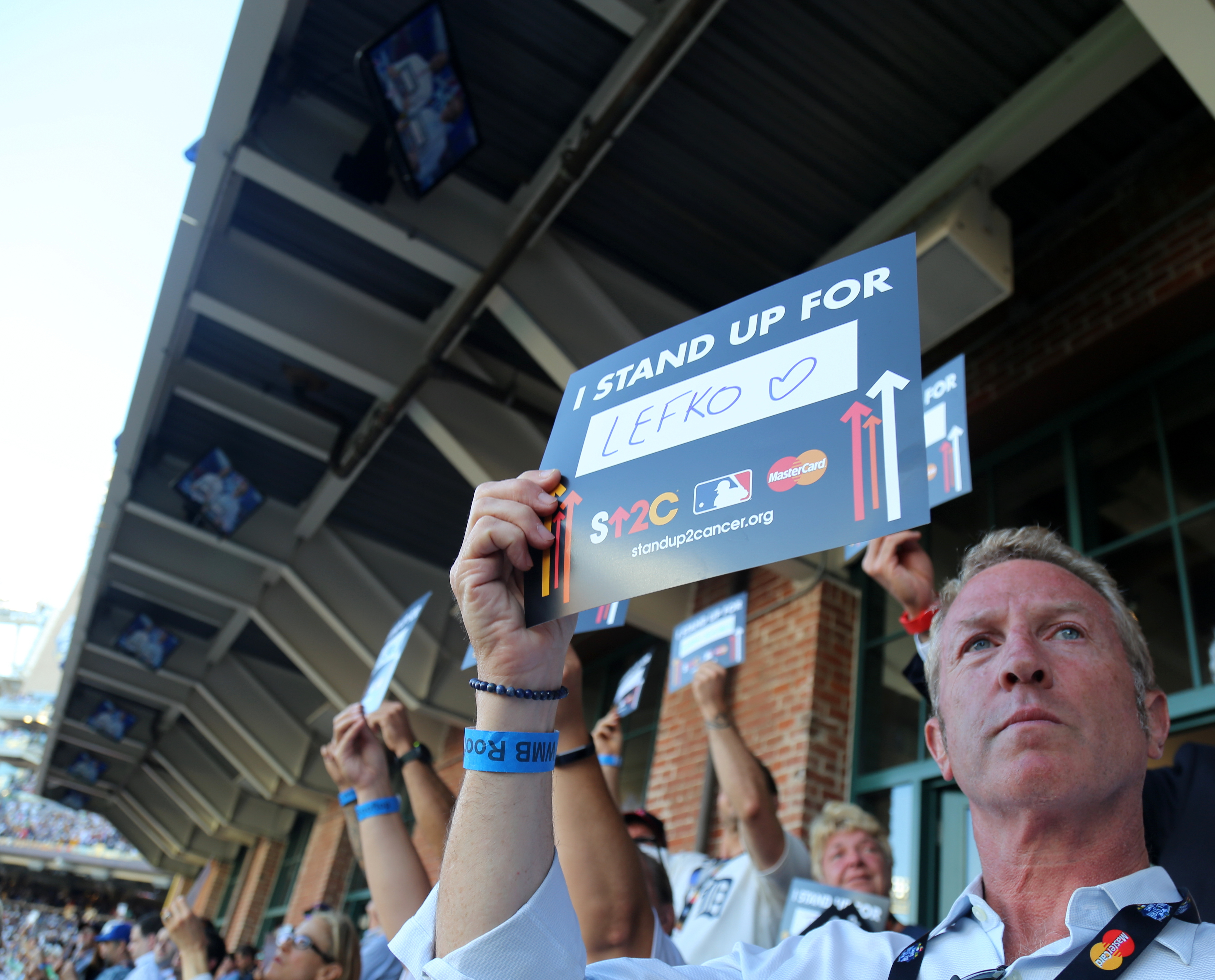
2016年メジャーリーグオールスターゲームで、サインを掲げて敬意を表するファンたち
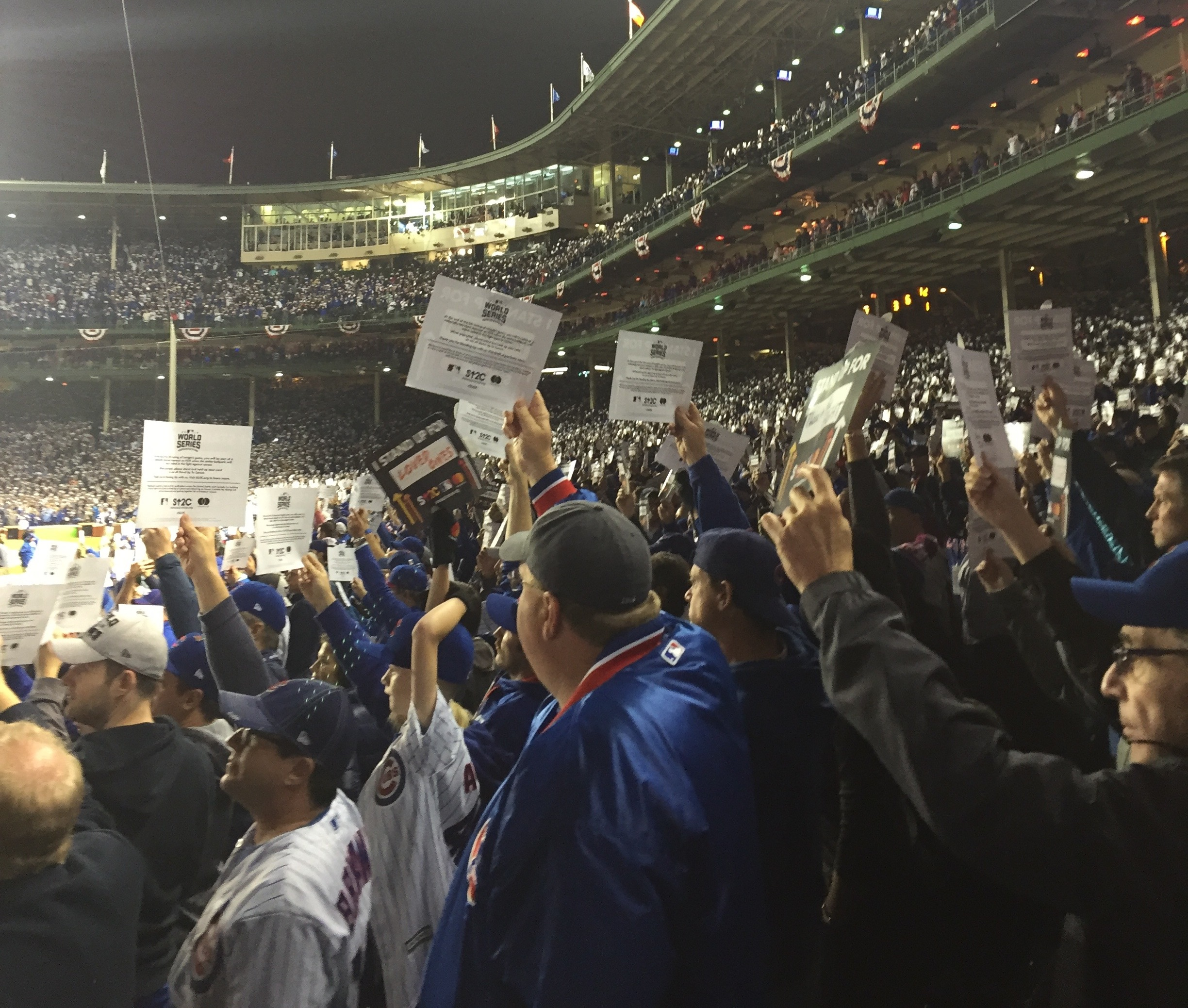
2016年ワールドシリーズ第4戦、立ち上がりサインを掲げるファンたち

## アメリカ合衆国にて

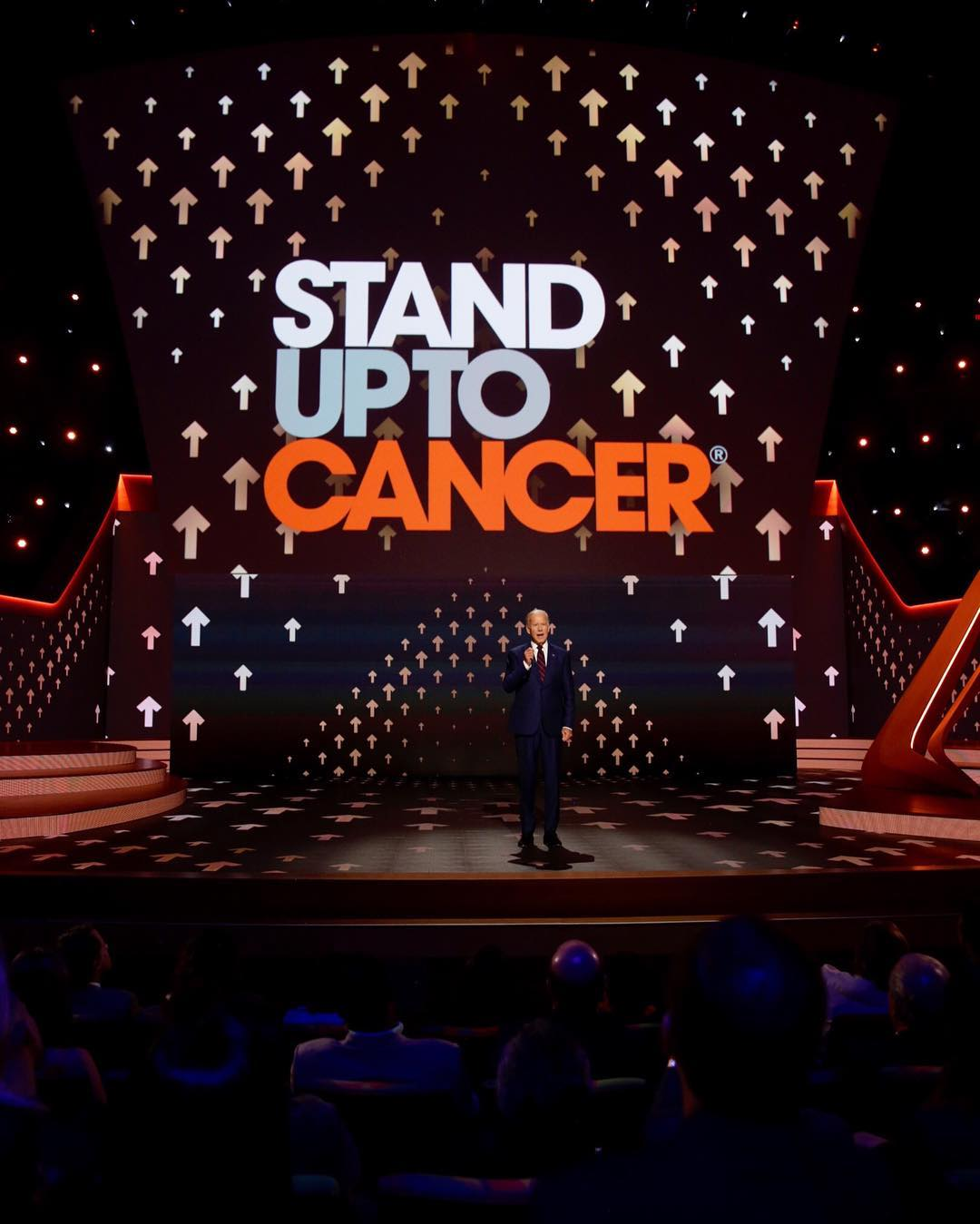
2016年スタンド・アップ・トゥ・キャンサー募金活動でスピーチするジョー・バイデン。